# Bezva
Bezva (en rus: Безьва) és un poble de l'óblast de Pskov, a Rússia, segons el cens del 2000 tenia 61 habitants. Pertany al districte de Gdov.